# Долгоруков, Фёдор Фёдорович (окольничий)
Князь Фёдор Фёдорович Долгоруков († 1664) — голова, воевода и окольничий во времена правления Михаила Фёдоровича и Алексея Михайловича. Рюрикович в XXIII колене, из княжеского рода Долгоруковы.
Сын князя Фёдора Ивановича Долгорукова.

## Биография
Стольник, при приёме персидского посла «в большой стол есть ставил» (17 мая 1625). Исправлял различные дворцовые службы при Государе (1625—1655). На службе в Можайске в полку князя Дмитрия Мамстрюковича Черкасского (1634). На службе в Туле в полку князя Якова Кудетовича Черкасского (1641). Воевода на Великих Луках (1642—1643). Стольник, послан в Одоев приводить к присяге жителей и войска (14 июля 1645). Воевода в Атемаре (1651), идёт из Атемара в Яблоново в сход с князем Григорием Семёновичем Куракиным (апрель 1652). В походе Государя на Польшу, голова у дворян в государевом полку (1654). Пожалован в окольничии в Смоленске (03 апреля 1655). Послан в Витебск, на место Матвея Васильевича Шереметьева (06 апреля 1655). Посылает сеунча к Государю с известием о взятии Суражска (14 сентября 1655). Воевода в Витебске (1655—1657). Послан на Валуйки для размена пленными (21 сентября 1658) и доносил, что данный ему конвой из 50 человек епифанцев, взяв жалование весь сбежал из Нового Оскола (09 марта 1659). Воевода в Новом Осколе (1659). Послан воеводой в Ярославль собирать ратных людей (17 декабря 1660), отозван из Ярославля в Москву (апрель 1661). Воевода во Пскове (17 января 1662), Симбирске (1662), отозван в Москву (31 июля 1663).
Владел поместьями в Костромском уезде.
Умер († 1664), приняв иночество с именем Феодосий.

## Семья
Жена: Анна Владимировна урождённая Ляпунова († 1664), дочь Владимира Прокофьевича Ляпунова.
Сыновья:
- князь, боярин Яков Фёдорович Долгоруков.
- князь Лука Фёдорович Долгоруков
- князь Борис Фёдорович Долгоруков
- князь Григорий Фёдорович Долгоруков